# Bolest na hrudi

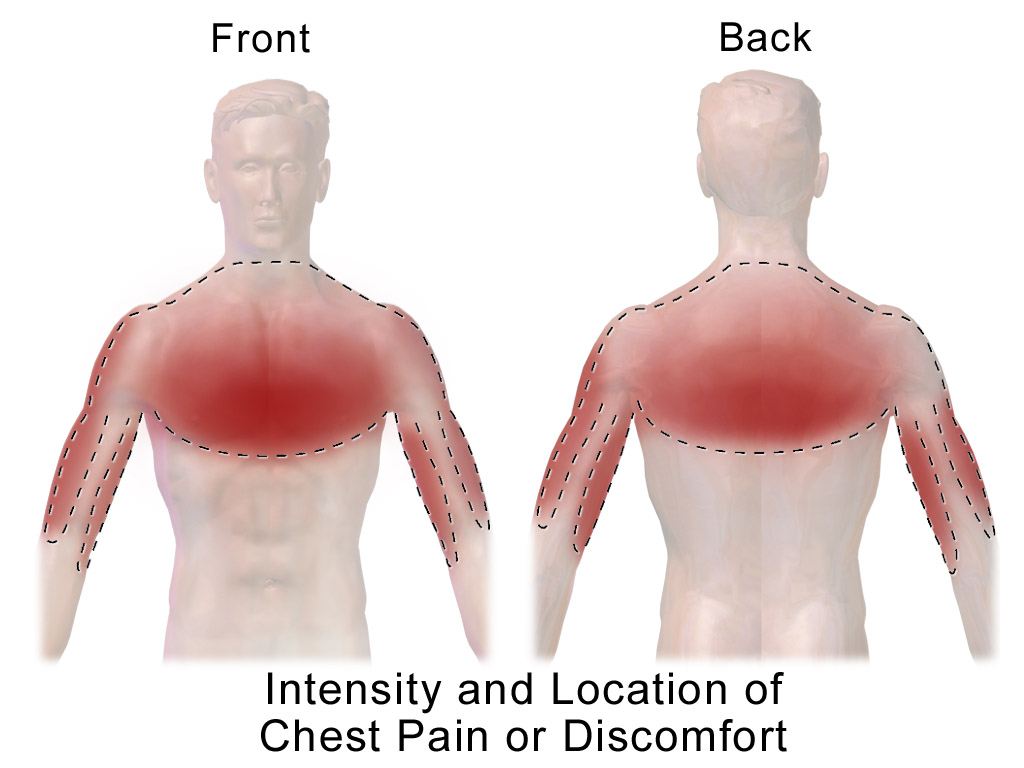
Typická srdeční bolest na hrudi

Bolest na hrudi je způsobována množstvím příčin. U dospělých jsou dvě třetiny způsobovány poruchami trávicí soustavy (42 %), kloubními a svalovými problémy (tzv. "od páteře", 28 %). Přesto je bolest na hrudi zásadním příznakem – třetina je způsobována srdečním onemocněním (31 %) a malá část bolestí na hrudi je způsobena záněty, nádory a poškozením aorty.

## Význam příznaku
Přibližně třetina nejasných bolestí na hrudi je způsobována aterosklerotickým poškozením srdečních tepen. Při úplném ucpání krevní sraženinou dochází po několika minutách k odumírání buněk a prudce se zvyšuje pravděpodobnost okamžité smrti. Přitom je léčba samotného ucpání v současnosti málo komplikovaná a hlavním kritériem úspěšnosti je čas. Přibližně třetina výjezdů záchranné služby je k bolestem na hrudi, asi polovina pacientů je propuštěna z nemocnice po vyšetření, druhá polovina je krátkodobě hospitalizována.

## Příčiny bolestí na hrudi
Lidé, kteří navštívili nemocnici, měli toto rozložení diagnóz (studie z roku 1996). Neškodných bolestí od blokád páteře a žeber bude pravděpodobně ještě vyšší podíl. 
- Infarkt myokardu, nebo jiná forma akutního koronárního syndromu (ACS), 31 %
- Plicní embolie (PE), 2 %
- Pneumothorax, neuvedeno
- Srdeční tamponáda, neuvedeno
- Perikarditida, 4 %
- Disekce aorty, 1 %
- Poškození jícnu, neuvedeno

Další časté příčiny s přibližnou četností:
- Gastroezofageální reflux (GERD), 30 %
- Muskuloskeletární příčiny ("bolesti od zad"), 28 %
- Záněty plic a pohrudnice, 2 %
- Herpes zoster 0,5 %

## Vyšetření
- anamnéza
- EKG
- zobrazovací metody, především echokardiografie, v případě podezření na  disekce aorty i CT
- laboratorní vyšetření, především zánětlivé markery (ukazatele) a markery poškození srdečních svalových buněk
- u pacientů s nejasnými příznaky a vysokým rizikem se provádí přímo koronarografie (rentgenové vyšetření věnčitých tepen)